# Klein Poortje

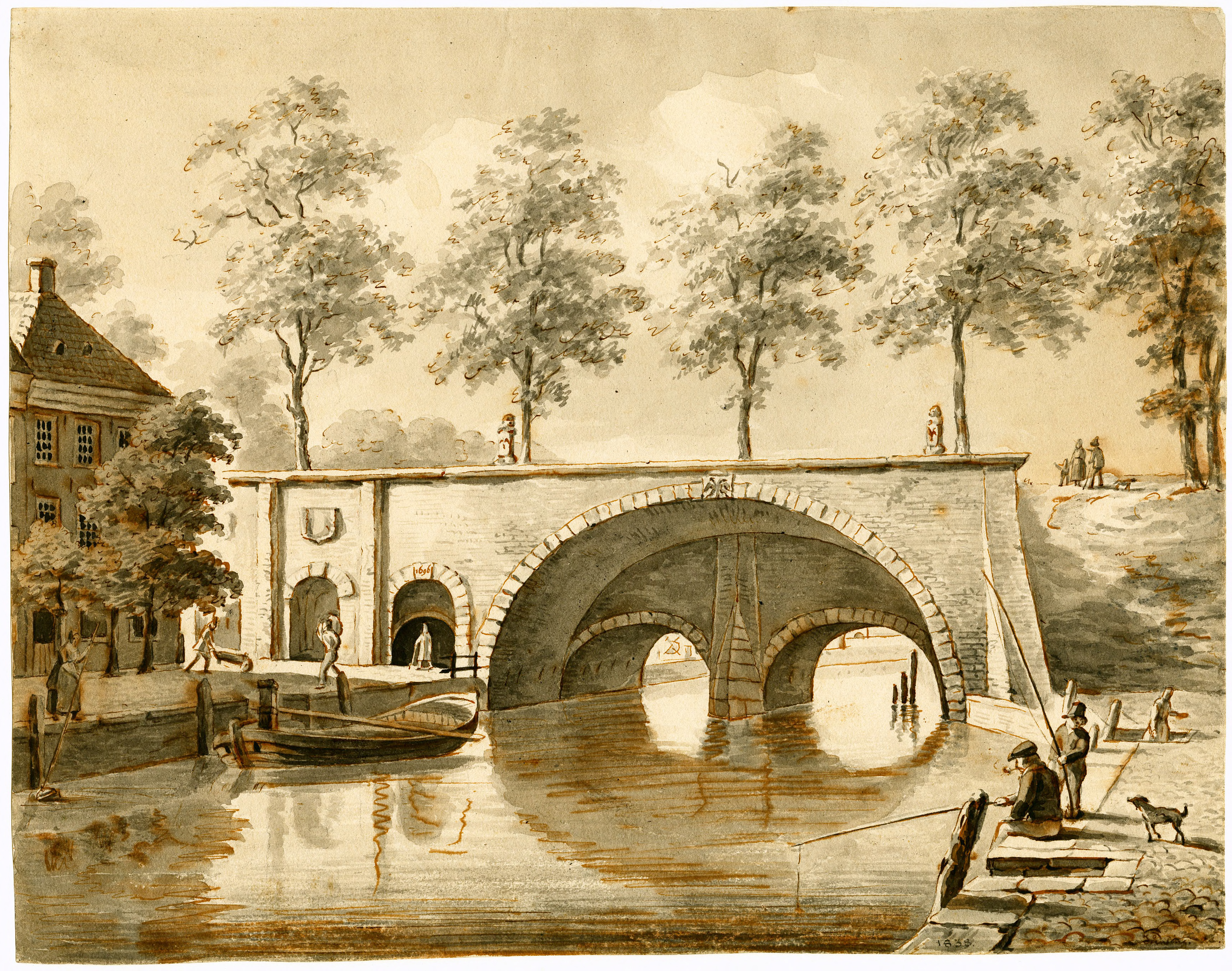
Het Klein Poortje met de Drenkelaarspijpen op een ets van Jan Ensing uit 1838

Het Klein Poortje was een voetgangerspoort in de 17e-eeuwse stadswallen van de Nederlandse stad Groningen. De poort werd gebouwd in 1623 en bevond zich tussen de Steentildwinger en de Drenckelaarsdwinger, direct ten oosten van de in 1619 gebouwde beide Visserspijpen (Dren(c)kelaarspijpen: ter plaatse van de vroegere Drenkelaarstoren) bij het Schuitendiep, die buiten de stad ook wel Winschoterdiep werd genoemd. Oorspronkelijk was de poort gebouwd als een sortie. Pas in 1653 werd een voetbrug over de gracht gelegd (de Bonte Brug), zodat het poortje ook kon worden gebruikt om buiten de stad te komen. Het Klein Poortje maakte inwendig een bocht, zodat degene die erdoorheen liep vanaf de ene kant van de stadswal niet de andere kant kon zien. 
Tijdens het Beleg om Groningen wisten Keulse troepen in de nacht van 6 op 7 augustus 1672 de versterking buiten het Klein Poortje binnen te dringen tot in de onderwal, maar commandant Von Rabenhaupt wist deze inval in het retranchement met zwaar vuur af te weren. In 1696 werd de stadswal aan zuidzijde versterkt door deze aan binnenzijde te verbreden met gronden van buiten de grachten (waaronder de Kempkensberg). De Visserspijpen kregen hierbij aan binnenzijde een extra grote boog en aan weerszijden van de poort kwamen aan binnenzijde nieuwe kazematten. Boven het Klein Poortje werd een stenen gevelsteen met het jaar 1696 gemetseld. Twee jaar later werden twee stenen leeuwen met de wapenschilden van de stad aan weerszijden van de Visserspijpen boven op de verbrede stadswal geplaatst.
De weg direct buiten de stad werd Buiten 't Klein Poortje genoemd. In 1838 werden de Visserspijpen afgebroken voor de scheepvaart. Ter herinnering hieraan maakte Jan Ensing een tekening van de oude situatie. Het Klein Poortje zelf werd samen met de kazematten en de portierswoning ernaast in 1875 afgebroken bij het slechten van de stadswallen in het kader van de Vestingwet. Deze afbraak hield hier echter vooral verband met de aanleg van het Eemskanaal, waarvoor een bredere toegang naar de nieuwe Oosterhaven gewenst was. De weg binnen de voormalige stadswal draagt nog altijd de naam Voor 't Voormalig Klein Poortje.

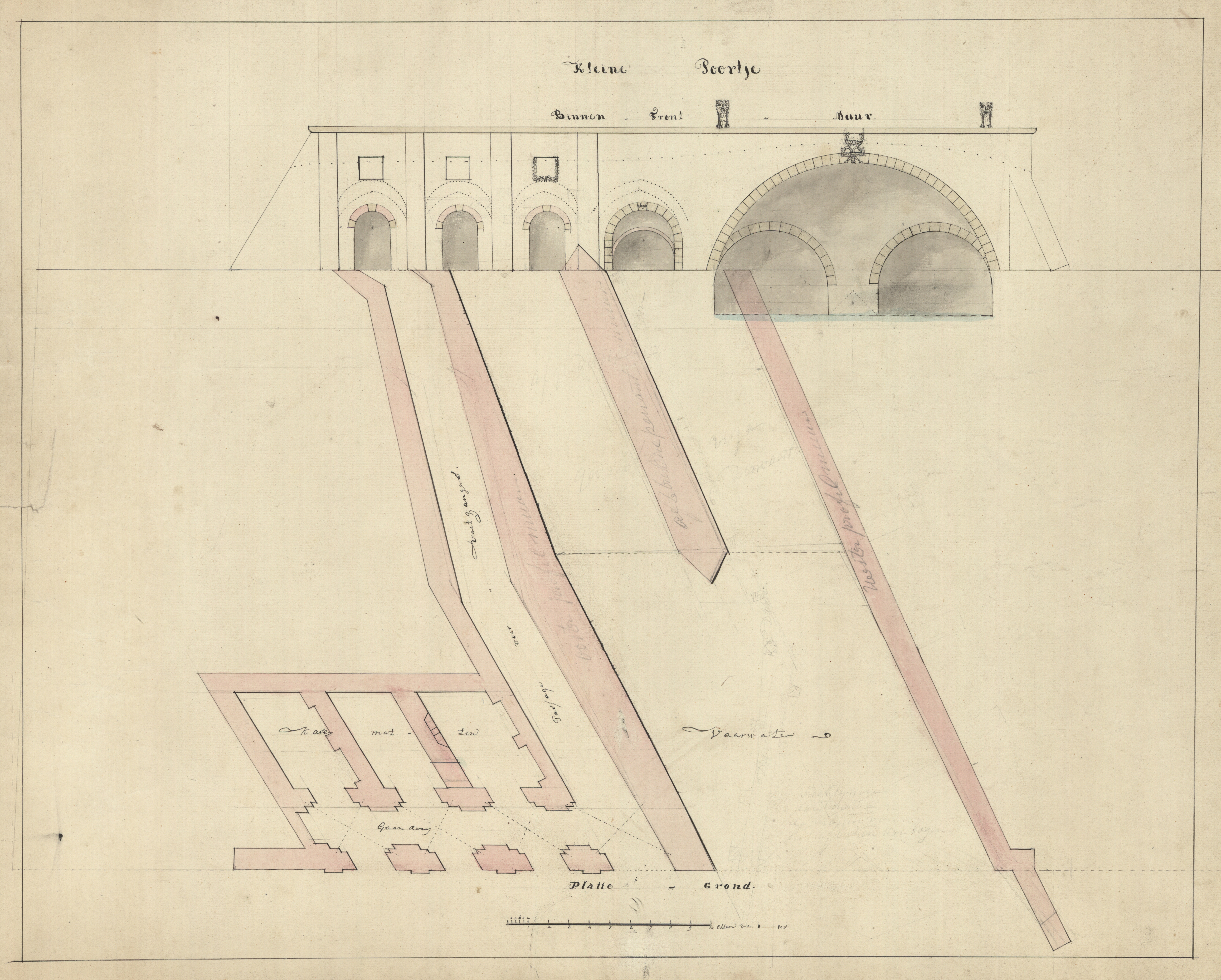
Plattegrond van het Klein Poortje met aangrenzende kazematten en binnenaanzicht van het Klein Poortje en de Visserspijpen (1836)
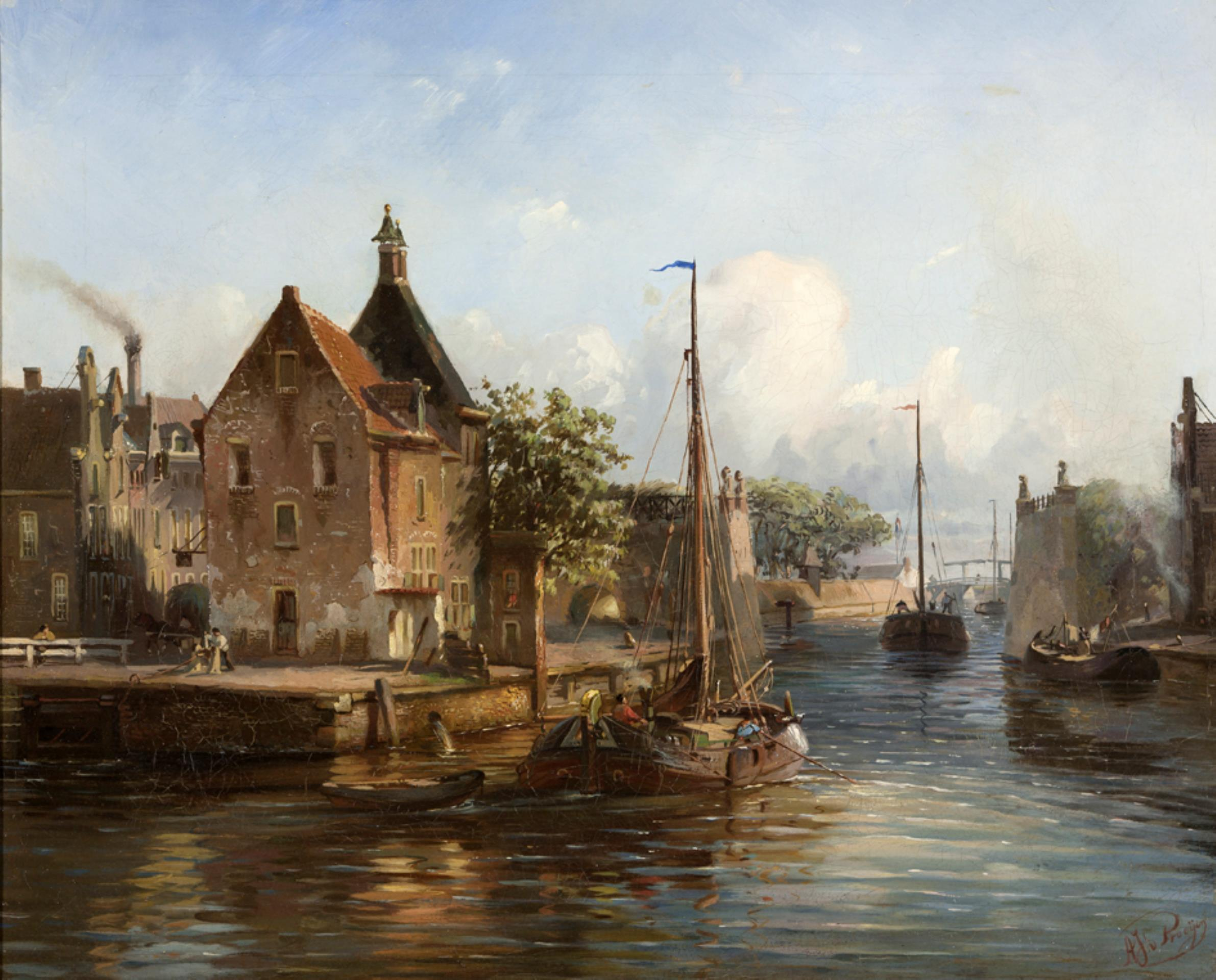
Albert Jurardus van Prooijen (1850): Het Kleine Poortje na de sloop van de Drenkelaarspijpen gezien vanuit de stad
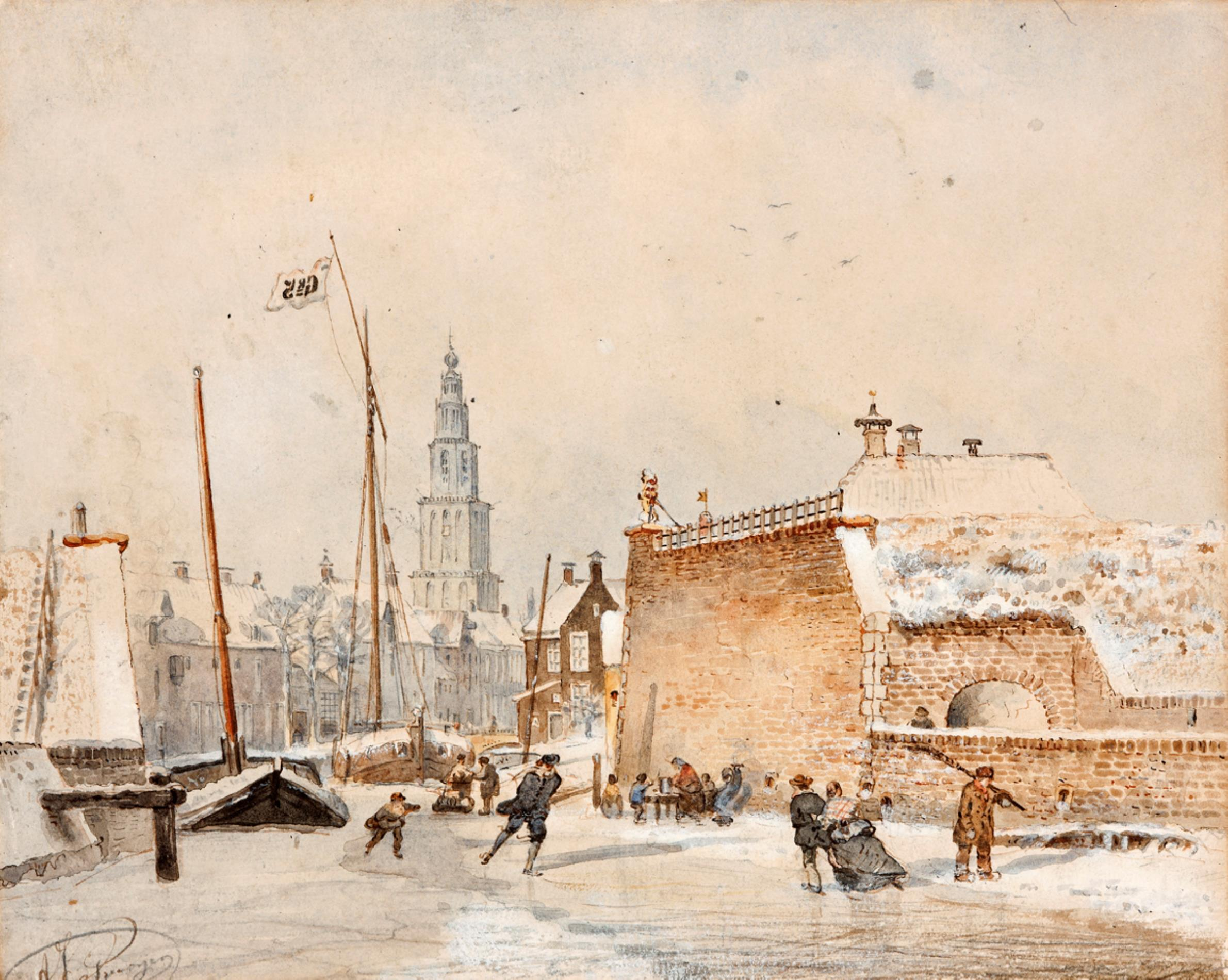
Albert Jurardus van Prooijen (1861): Het Kleine Poortje van buitenaf gezien in de winter
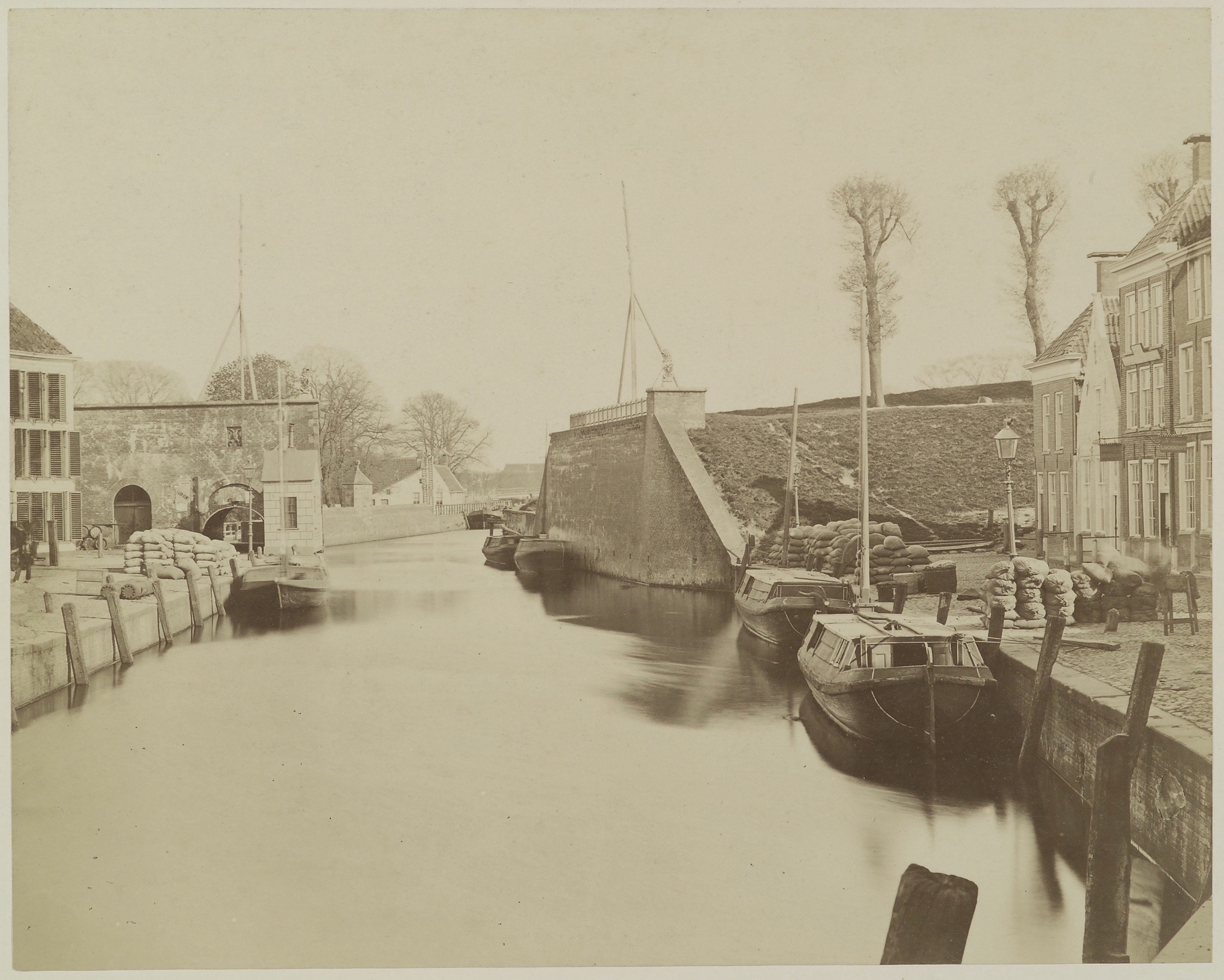
Friedrich Julius von Kolkow (1872): Het Kleine Poortje binnenzijde met kades en schepen
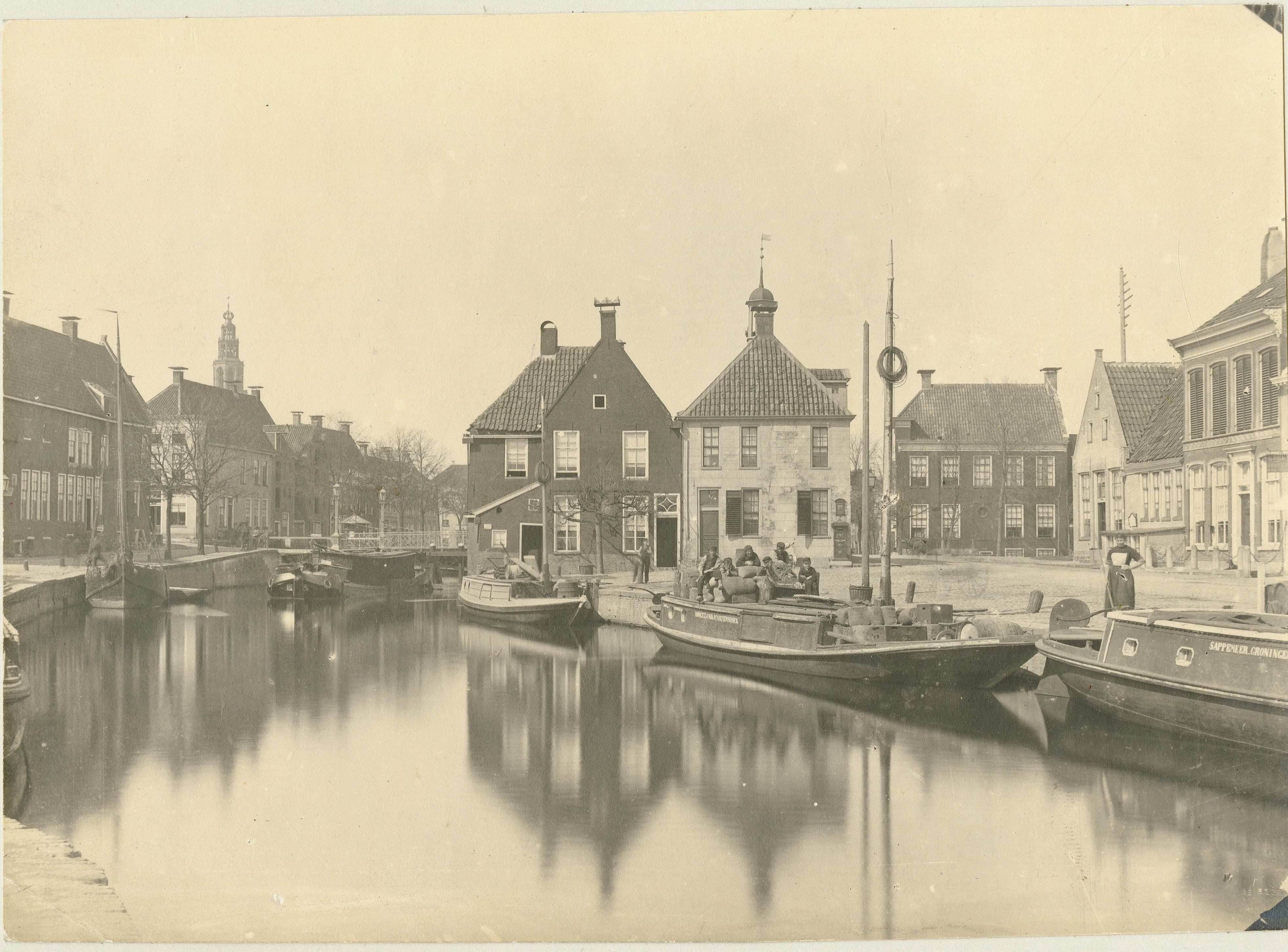
Johannes Gerhardus Kramer (ca. 1885): Voor 't Voormalig Klein Poortje met kades en schepen